# ComputerTreff
Die Sendung ComputerTreff war eine der ersten Sendungen im deutschen Fernsehen, die sich regelmäßig mit dem Thema Computer befasste. Zum ersten Mal wurde  der ComputerTreff im Jahr 1984 ausgestrahlt. Die ersten Sendungen waren als Begleitung der 26-teiligen Sendereihe „Mikroelektronik“ des NDR Hamburg konzipiert. In der Sendung „Mikroelektronik“ wurde damals der „NDR-Klein-Computer (NKC)“ aufgebaut, ein modulares Rechnersystem basierend auf dem Z80- und dem 68000-Prozessor.
ComputerTreff wurde zuerst im Bayerischen Fernsehen sechs- bis zwölfmal pro Jahr produziert. Im ersten Jahr wurde in einem Proberaum produziert, danach stand ein großes Studio des BR zur Verfügung. Ab 1998 wurde die Sendung in einem Blue-Screen-Studio hergestellt.
Zu Beginn befasste sich die Sendung mit dem Selbstbau-Computer NKC, später erhielt sie Magazincharakter. Neben Neuheiten aus der Industrie wurden auch Grundlagen der Computertechnik vermittelt und neue Techniken vorgestellt. So wurde in den ersten Jahren der Sendung bereits eine 3D-Ausstrahlung experimentell vorgenommen, bei der Zuschauer mit einer Shutterbrille und einem selbstgebauten Interface in den Genuss von echtem 3D-Fernsehen kommen konnten.
Ab 1998 wurde ComputerTreff nur noch im BR-alpha ausgestrahlt. Parallel wurde die Sendung auch teilweise im SWF und später vom ORB ausgestrahlt. In BR-alpha wurde die Sendung abwechselnd mit dem WDR Computerclub ausgestrahlt. Ende April 2003 wurde die Produktion des ComputerTreff eingestellt, unter anderem als direkte Folge der Einstellung des WDR-Computerclubs. ComputerTreff (seit 1984) gehört zusammen mit dem WDR Computerclub (seit 1983) zu den am längsten produzierten Sendungen zum Thema Computer.
Moderatoren der Sendung im Verlauf der Jahre waren Eckhard Huber (Redakteur), Prof. Jürgen Plate, Pierre Joos, Tom Greuelsberg und Rolf-Dieter Klein.